# Marrubium supinum

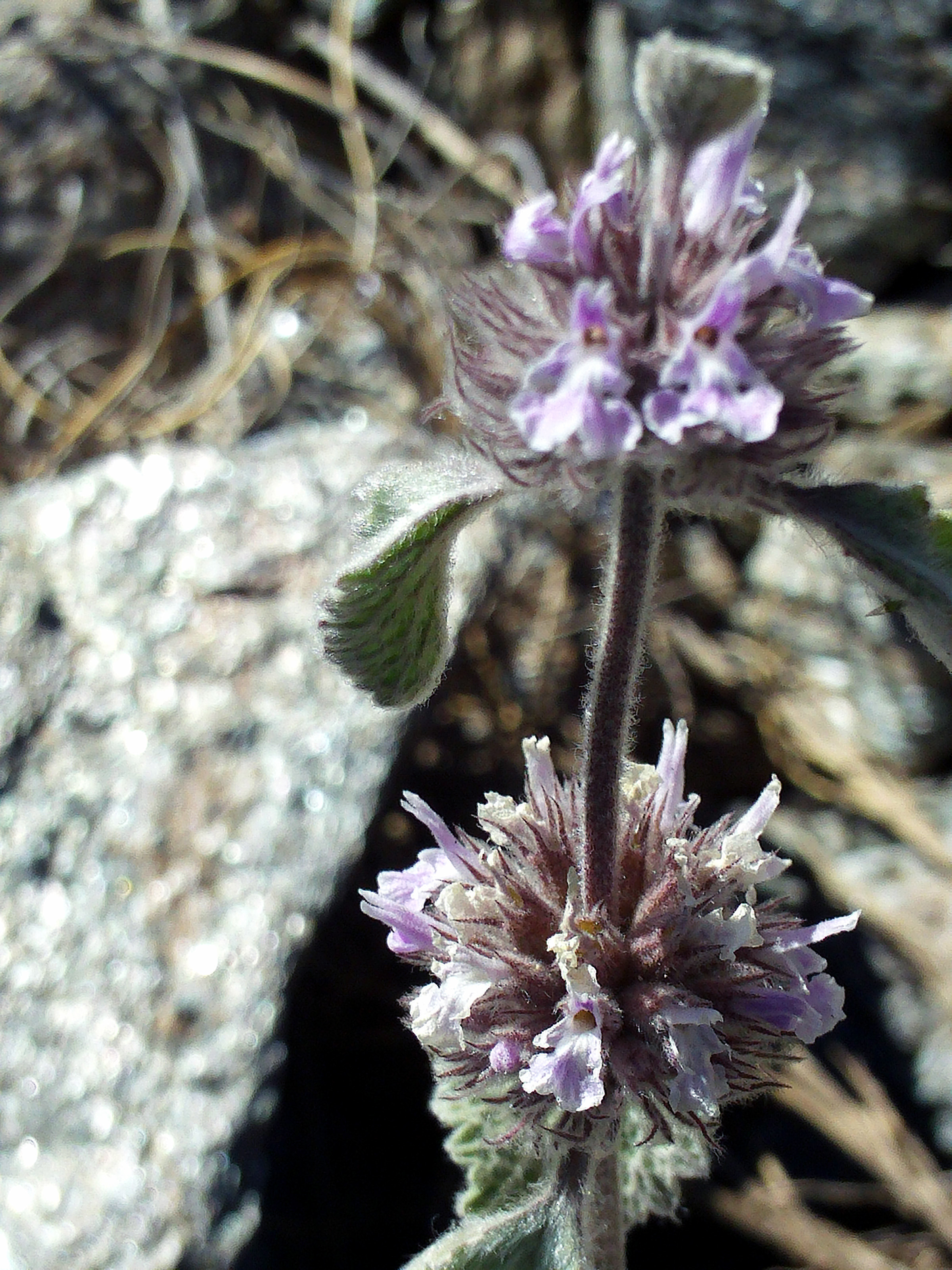
Verticilastros, detalle.

Marrubium supinum, el  marrubio, entre otros nombres vernaculares, es una planta herbácea de la familia de las Lamiaceae.

## Descripción
Es una planta herbácea perenne sufruticosa de 15-80 cm de altura, de base leñosa y con tallos cuadrangulares tomentosos y algo lanudos. Las hojas, de 2-6,5 por 1-3,5cm, son suborbiculares, orbiculares u ovadas, muy pelosas por el haz, exceptuando los nervios, pelosas en el envés, sobre todo en los nervios y con pecíolo de 2-4cm, muy largo en las hojas inferiores. La inflorescencia está formada por verticilastros globosos, de 2-3cm de diámetro, con 16-26 flores cada uno. Las brácteas, de 2,5-3 por 1-1,5cm, pecioladas o sésiles, son elípticas, arqueadas hacia abajo y las bractéolas, de 6-10mm, son lineares, finas, agudas, casi punzantes, pelosas, curvadas hacia arriba. Las flores tienen el cáliz centimétrico, con 10 nervios, pelos largos y sedosos, estrellados en la base y con 5 dientes iguales, casi lineares, pelosos, erectos o algo curvados hacia fuera, mientras la corola, de color crema o purpúrea, tiene el labio superior de 4-6mm, bífido hasta más de 1/3 de su longitud y el labio inferior con un gran lóbulo central de 4-6 por 3-5mm, orbicular, más o menos emarginado, y con 2 lóbulos laterales mucho más pequeños. Los frutos son tetranúculas con mericarpos de 2-2,5 por 1-1,5mm, trígonas, con superficie algo granulosa, sobre todo en las 2 caras menores (internas) y de color castaño obscuro.

## Distribución y hábitat
La especie es nativa en España (mitad oriental) y, aunque más rara, en África del norte (Marruecos, Argelia y Túnez). Crece en pedregales, lugares incultos, bordes de caminos, lugares más o menos nitrificados, casi en cualquier substrato, desde el nivel del mar hasta los 2500m de altitud; florece desde abril a agosto.
- Nota: Cuando la especie convive con Marrubium vulgare, suelen hibridarse.[1]

## Citología
- 2n=30[3]
- 2n=32[4]
- 2n=34[5]

## Taxonomía
Marrubium supinum fue descrito por Carlos Linneo y publicado en Species Plantarum, vol. 2, p. 583, 1753.
Sinonimia
- Marrubium sericeum Boiss.
- Marrubium supinum var. boissieri Rouy[7]

## Nombres comunes
- Castellano: manrubio (8), manrubio español (2), marrubillo amargo (2), marrubio (10), marrubio de monte, marrubio de sierra, marrubio español (2), marrubio español nevado, marrubio nevado (4), marrubio ramificado (2), mastranzo. Entre paréntesis, la frecuencia registrada del vocablo en España.[8]